# Alkenale

Strukturformel von (E)-Crotonaldehyd

Strukturformel von (Z)-3-Hexenal

Die Alkenale bilden eine Untergruppe der Aldehyde. Sie leiten sich namentlich und strukturell direkt von den Alkenen ab, d. h. die Aldehydgruppe trägt zusätzlich eine C=C-Doppelbindung sowie geradlinige oder verzweigte Alkylgruppen. Sie enthalten keine anderen Heteroatome oder weitere Mehrfachbindungen.
Die C=C-Doppelbindung kann direkt an der Aldehydgruppe sitzen, dann spricht man von α,β-ungesättigten Aldehyden. Sie können aber auch isoliert davon stehen, z. B. beim 3-Hexenal.
Typische Vertreter:
- Das Propenal (Trivialname Acrolein) ist der einfachste Vertreter.
- 2-Butenal, 3-Butenal
- Citronellal